# Літтл-Фоллс (Вісконсин)
Літтл-Фоллс (англ. Little Falls) — місто (англ. town) в США, в окрузі Монро штату Вісконсин. Населення — 1509 осіб (2020).

## Демографія
Згідно з переписом 2010 року, у місті мешкали 1523 особи в 567 домогосподарствах у складі 439 родин. Було 648 помешкань
Расовий склад населення:
| - 97,0 % — білих - 0,9 % — корінних американців - 0,9 % — азіатів - 0,1 % — вихідців з тихоокеанських островів - 0,1 % — чорних або афроамериканців |

До двох чи більше рас належало 0,8 %. Частка іспаномовних становила 1,1 % від усіх жителів.
За віковим діапазоном населення розподілялося таким чином: 25,7 % — особи молодші 18 років, 61,7 % — особи у віці 18—64 років, 12,6 % — особи у віці 65 років та старші. Медіана віку мешканця становила 40,9 року. На 100 осіб жіночої статі у місті припадало 110,1 чоловіків;  на 100 жінок у віці від 18 років та старших — 113,0 чоловіків також старших 18 років.
Середній дохід на одне домашнє господарство  становив 68 447 доларів США (медіана — 56 167), а середній дохід на одну сім'ю — 73 614 долари (медіана — 58 167). Медіана доходів становила 42 000 доларів для чоловіків та 36 691 долар для жінок. За межею бідності перебувало 3,7 % осіб, у тому числі 3,6 % дітей у віці до 18 років та 3,3 % осіб у віці 65 років та старших.
Цивільне працевлаштоване населення становило 731 особа. Основні галузі зайнятості: виробництво — 17,4 %, освіта, охорона здоров'я та соціальна допомога — 15,3 %, роздрібна торгівля — 13,3 %.